# The Flintstones: The Rescue of Dino & Hoppy
The Flintstones: The Rescue of Dino & Hoppy (フリントストーン Furintosutōn: The Rescue of Dino & Hoppy?) är ett plattformsspel till NES från 1991 utvecklat av Taito och baserat på TV-serien Familjen Flinta.

## Spelet
Dr. Butler från 3000-talet efter Kristus kidnappar Dino och Hoppy. Fred Flinta måste hitta delarna till tidsmaskinen, och resa till framtiden för att besegra Dr. Butler.  Förutom Wilma, Barney och Betty stöter han på George Jetson.

### Fotnoter
1. 1 2  ”The Flintstones: The Rescue of Dino & Hoppy”. NES DB. 28 februari 1991. Arkiverad från originalet den 11 mars 2015. https://web.archive.org/web/20150311182808/http://www.nesdb.se/game_more.php?id=529&rid=1. Läst 18 april 2014.
2. ↑  ”Release information”. GameFAQs. http://www.gamefaqs.com/nes/587283-the-flintstones-the-rescue-of-dino-and-hoppy/data. Läst 13 juli 2010.
3. ↑  ”Basic game overview”. MobyGames. http://www.mobygames.com/game/nes/flintstones-the-rescue-of-dino-hoppy. Läst 27 juni 2011.